# Radio Novi Šeher
Radio Novi Šeher je regionalna radio postaja čije je sjedište u Novom Šeheru. Emitira na hrvatskom jeziku. Program emitira i na internetu. Projekt je pokrenula mala skupini entuzijasta uz veliko iznimno zalaganje i žrtvovanje svog slobodnog vremena, ali i uz nesebičnu materijalnu pomoć prijatelja. Svrha postaje je svim ljubiteljima izvorne glazbe omogućiti 24 sata uživati u njima najdražim zvucima. Za vrijeme emitiranja uživo postaja svim slušateljima pruža mogućnost besplatnih želja, čestitki i pozdrava.

## Vanjske poveznice
- Službene stranice
- Facebook